# Hellings Mwakasungula
Hellings Mwakasungula (* 5. května 1980, Lilongwe, Malawi) je defensivní fotbalový záložník a reprezentant Malawi, který v současné době hraje v malawském klubu Silver Strikers FC.

## Klubová kariéra
Hellings Mwakasungula, rodák z města Lilongwe, hrál kopanou v Malawi za klub Silver Strikers FC. Pak odešel v létě 2007 do Jihoafrické republiky do klubu Moroka Swallows FC. V JAR působil ještě v klubech Mpumalanga Black Aces FC a Santos FC. V létě 2009 se vrátil do Silver Strikers FC.

## Reprezentační kariéra
V seniorské reprezentaci Malawi debutoval v roce 2004. Zúčastnil se Afrického poháru národů 2010 v Angole, kde se tým Malawi střetl v základní skupině A postupně s Alžírskem (výhra 3:0), domácí Angolou (porážka 0:2) a reprezentací Mali (porážka 1:3). Na turnaji odehrál všechny tři zápasy. Malawi obsadilo ve skupině se ziskem 3 bodů nepostupové čtvrté místo.